# 潮汐圓化
潮汐圓化是主要天體作用在軌道上天體的潮汐力效應，會使軌道的離心率隨著時間減小，讓原本的橢圓軌道越來越趨近於圓形軌道。